# Autoroute A2 (Roumanie)
Pour les articles homonymes, voir Autoroute du Soleil et Autoroute A2.
L'autoroute A2 (ou Autoroute du Soleil ; roumain : Autostrada A2), d'une longueur de 206 km, est une autoroute roumaine reliant Bucarest et Constanța. En 2006, l'autoroute est ouverte à la circulation sur 152 km de Bucarest à Cernavodă, puis en 2012, l'autoroute est ouverte dans sa totalité.

## Localisation
L'Autostrada A2 relie Constanța (le plus grand port roumain, à l'est du pays) à Bucarest en passant par Fundulea, Drajna, Fetești et Cernavodă.

## Histoire
Le tronçon Fetești - Cernavodă, long de 18 km a été ouvert à la circulation en 1987. Les travaux ont continué avec des difficultés jusqu'en 1993 quand, faute de moyens suffisants, le gouvernement roumain a décidé de fermer le chantier. En 1998, les travaux ont repris et en 2006, l'autoroute est ouverte au trafic sur 152 km, de Bucarest à Cernavodă. Le tronçon Cernavodă - Constanța et la ceinture périphérique de Constanța ont ouvert en 2012.